# Distrito de Thyolo
El distrito de Thyolo es uno de los veintisiete distritos de Malaui y uno de los doce de la Región del Sur. Cubre un área de 1.715 km² y alberga una población de 721 456 personas. La capital es Thyolo.
- Datos: Q722515